# Moudjebara
Moudjebara est une commune de la wilaya de Djelfa en Algérie.